# Lill-Flarksjön
Lill-Flarksjön är en sjö i Skellefteå kommun i Västerbotten och ingår i Åbyälven-Byskeälvens kustområde.